# Gabriella Fagundez
Gabriella Fagundez, född 11 oktober 1985 i Landskrona, är en svensk simmare som deltog i de olympiska sommarspelen 2008 i Peking och de olympiska sommarspelen 2012 i London. Fagundez innehar (september 2023) det svenska rekordet på 800 meter frisim (långbana och kortbana) och på 1500 meter frisim (långbana) och i lagkapp på 4×200 meter frisim (kortbana). Hon har tidigare också innehaft det svenska rekordet för 400 meter frisim (långbana och kortbana), innan Sarah Sjöström slog hennes rekord 2014. Fagundez tog under tävlingskarriären (har inte tävlat efter 2012) flera SM-guld, både individuellt och i lagkapp, samt har ett EM-silver i 4x100 meter frisim från 2012 och två EM-brons i samma gren, från 2004 och 2010.
Fagundez moderklubb är Landskrona Simsällskap. År 1999 deltog hon i European Youth Olympic Festival (EYOF) i Esbjerg i Danmark, där hon var med i laget som tog brons på 4x100 meter frisim. 2001 började hon i Väsby Simsällskap. Hon flyttade 2004 till Frankrike, där hon tränade och bodde till 2010 (från 2008 bodde hon i Paris). Hösten 2006 till 2008 tävlade hon i Sverige för SK Ran (hon kom därigenom att representera SK Ran vid kortbane-SM 2006, som gick i november, efter att ha simmat för Väsby vid långbane-SM i juli). 2009 värvades hon av Linköpings Allmänna Simsällskap (LASS). I Frankrike tävlade hon för klubbarna Lagardère Paris Racing, TOEC och Canet 66. Under 2010 flyttade hon tillbaka till Sverige och återvände samtidigt till Väsby Simsällskap.
Under Svenska mästerskapen i långbanesimning i Halmstad 2007 satte Fagundez två svenska rekord, först i 1500 meter frisim med tiden 16.39,98 och sedan i 400 meter frisim med tiden 4.11,02. Det sista förbättrade hon till 4.10,20 den 24 mars 2008 vid EM i Eindhoven. Denna tid slogs 2014 av Sarah Sjöström som den 16 mars 2014 satte ett nytt svenskt rekord med tiden 4.06,04. Även vid Svenska mästerskapen i kortbanesimning i november 2007 satte Fagundez svenskt rekord i 400 meter frisim med tiden 4.03,97. Den tiden förbättrade hon till 4.03,27 vid kortbane-EM 2009 i Istanbul. Denna tid slogs av Sarah Sjöström som under kortbane-SM i november 2014 simmade på 4.02.33.
I OS i Peking  2008 simmade Fagundez i finalen av lagkappen på 4x200 m frisim, där det svenska laget kom på åttonde plats, samt i försöksheaten på 400 och 800 meter frisim. I försöksheatet på 800 meter simmade hon på tiden 8.39,06, och hon slog därmed det tidigare svenska rekordet på 8.39,76 för långbana som Malin Nilsson hade sedan EM 1993. I OS-försöken 2008 på 400 meter noterade hon tiden 4.11,40 (18:e plats) och i försöken på 800 meter tiden 8.39,06 (24:e plats). I OS i London 2012 simmade Fagundez i lagkappen på 4x100 meter frisim. Laget kvalificerade sig till finalen men blev där diskvalificerat för en överväxling.
Fagundez deltog också i VM i Shanghai 2011, där hon tog sig till semifinalen i 100 meter frisim.
2007 erhöll Gabriella Fagundez Stora Flickors märke och tilldelades Skånes simförbunds guldmedalj.

## Meriter

### Olympiska spel, Världsmästerskap och Europamästerskap
Placeringar (ljusblått markerar finalsimning):
|                 | Långbana | Långbana | Långbana | Långbana | Långbana | Långbana | Långbana | Långbana | Långbana | Långbana | Långbana | Kortbana | Kortbana | Kortbana | Kortbana | Kortbana |
| Disciplin       | VM 2003  | EM 2004  | VM 2005  | VM 2007  | EM 2008  | OS 2008  | VM 2009  | EM 2010  | VM 2011  | EM 2012  | OS 2012  | EM 2005  | EM 2006  | EM 2007  | EM 2009  | VM 2010  |
| --------------- | -------- | -------- | -------- | -------- | -------- | -------- | -------- | -------- | -------- | -------- | -------- | -------- | -------- | -------- | -------- | -------- |
| 50 m frisim     |          | 22       |          |          |          |          |          |          |          |          |          |          |          |          |          |          |
| 100 m frisim    |          |          |          |          |          |          | 24       |          | 15       | 5        |          |          |          |          |          | 30       |
| 200 m frisim    |          |          |          |          | 23       |          | 22       | 17       | 27       | 28       |          | 31       | 15       | 8        | 7        |          |
| 400 m frisim    |          |          |          |          | 6        | 18       |          |          |          |          |          |          | 17       | 7        | 10       |          |
| 800 m frisim    |          |          |          |          | 12       | 24       |          |          |          |          |          |          |          | 6        |          |          |
| 50 m fjärilsim  | 14       | 15       |          |          |          |          |          |          |          |          |          |          |          |          |          |          |
| 100 m fjärilsim |          | 24       | 23       | 30       |          |          | 36       |          |          |          |          | 15       |          |          |          |          |
| 200 m fjärilsim | 27       |          | 54*      |          |          |          |          |          |          |          |          | 19       | 10       |          |          |          |
| 4×100 m frisim  |          |          | 7        |          |          |          | 5        |          | 10       |          | 8**      |          |          |          |          | 5        |
| 4×200 m frisim  |          | 5        |          | 7        | 5        | 8        | 13       | 6        | 12       |          |          |          |          |          |          | 5        |
| 4×100 m medley  |          |          | 13       | 8        |          |          | 11       |          |          |          |          |          |          |          |          |          |

* = Diskvalificerad i försöken, ** = Diskvalificerad i finalen

### Svenska mästerskap
Under sin karrirär vann Gabriella Fagundez 20 individuella guld och därtill 26 lagkappsguld vid SM för seniorer. Medaljtabell:
|                 | Kortbana | Kortbana | Kortbana | Kortbana | Kortbana | Kortbana | Kortbana | Kortbana | Kortbana | Kortbana | Kortbana |
| Distans         | 2003     | 2004     | 2005     | 2006     | 2007     | 2008     | 2009     | 2010     | 2011     | 2012     |          |
| --------------- | -------- | -------- | -------- | -------- | -------- | -------- | -------- | -------- | -------- | -------- | -------- |
| 100 m frisim    |          |          |          |          |          |          |          |          |          |          |          |
| 200 m frisim    |          |          |          |          |          |          |          |          |          |          |          |
| 400 m frisim    |          |          |          |          |          |          |          |          |          |          |          |
| 800 m frisim    |          |          |          |          |          |          |          |          |          |          |          |
| 100 m fjärilsim |          |          |          |          |          |          |          |          |          |          |          |
| 200 m fjärilsim |          |          |          |          |          |          |          |          |          |          |          |
| 4×50 m frisim   |          |          |          |          |          |          |          |          |          |          |          |
| 4×100 m frisim  |          |          |          |          |          |          |          |          |          |          |          |
| 4×200 m frisim  |          |          |          |          |          |          |          |          |          |          |          |
| 4×50 m medley   |          |          |          |          |          |          |          |          |          |          |          |
| 4×100 m medley  |          |          |          |          |          |          |          |          |          |          |          |
| Klubb           | Väsby    | Väsby    | Väsby    | Ran      | Ran      | Ran      | LASS     | Väsby    | Väsby    | Väsby    | Väsby    |
|                 | Långbana |          |          |          |          |          |          |          |          |          |          |
| Distans         | 2003     | 2004     | 2005     | 2006     | 2007     | 2008     | 2009     | 2010     | 2011     | 2012     |          |
| 100 m frisim    |          |          |          |          |          |          |          |          |          |          |          |
| 200 m frisim    |          |          |          |          |          |          |          |          |          |          |          |
| 400 m frisim    |          |          |          |          |          |          |          |          |          |          |          |
| 800 m frisim    |          |          |          |          |          |          |          |          |          |          |          |
| 1500 m frisim   |          |          |          |          |          |          |          |          |          |          |          |
| 50 m fjärilsim  |          |          |          |          |          |          |          |          |          |          |          |
| 100 m fjärilsim |          |          |          |          |          |          |          |          |          |          |          |
| 200 m fjärilsim |          |          |          |          |          |          |          |          |          |          |          |
| 4×100 m frisim  |          |          |          |          |          |          |          |          |          |          |          |
| 4×200 m frisim  |          |          |          |          |          |          |          |          |          |          |          |
| 4×100 m medley  |          |          |          |          |          |          |          |          |          |          |          |
| Klubb           | Väsby    | Väsby    | Väsby    | Väsby    | Ran      | Ran      | LASS     | LASS     | Väsby    | Väsby    | Väsby    |

## Personbästa
Gabriella Fagundez personliga rekord:
|          | Frisim     | Frisim     | Frisim       | Frisim       | Frisim       | Frisim        | Fjärilsim  | Fjärilsim  | Fjärilsim    |
| 50 m     | 100 m      | 200 m      | 400 m        | 800 m        | 1500 m       | 50 m          | 100 m      | 200 m      |              |
| -------- | ---------- | ---------- | ------------ | ------------ | ------------ | ------------- | ---------- | ---------- | ------------ |
| Kortbana | 25,04 2009 | 53,87 2009 | 1.54,71 2008 | 4.03,27 2009 | 8.19,28 2007 | 16.21,16 2010 | 26,88 2004 | 59,04 2006 | 2.09,40 2006 |
| Långbana | 25,87 2011 | 54,66 2011 | 1.57,99 2011 | 4.10,20 2008 | 8.39,06 2008 | 16.39,98 2007 | 27,37 2004 | 58,73 2009 | 2.13,23 2008 |

Gällande svenska rekord (september 2023) markerade med ljusgrönt, tidigare rekord med ljusblått.